# Penzenska oblast
Penzenska oblast (ruski: Пе́нзенская о́бласть, Penzenskaja oblast) ruska je oblast. Njeno upravno središte je grad Penza. Prema popisu stanovništva iz 2010. godine, oblast je imala 1.386.186 stanovnika. 

## Geografija

### Rijeke
Penzinska oblast ima preko 3000 rijeka. Njihova ukupna duljina iznosi 15.458 km. Najveće rijeke su: Sura, Mokša, Hopjor i Penza po kojoj istoimeni grad dobio ime.

## Fauna
U oblasti živi 316 vrsta kralježnjaka, uključujući oko 10 vrsta vodozemaca, oko 200 vrsta ptica, oko 8 vrsta gmazova te oko 68 vrsta sisavaca.
U vodama Penzinske oblasti živi oko 50 vrsta riba. Najveće vodena površina – Surski rezervoar – dom je za oko 30 vrsta riba. Komercijalni vrste uključuju deveriku, krupaticu te soma. U rijekama i malim ribnjacima nastanjuju se bodorka, smuđ, šaran i štuka. Najvrjednija riba koja se može naći u prirodnim vodama je kečiga.

## Povijest
Regionalno središte Penza sagrađeno je 1663. godine kao ruska utvrda na granici Dyke Pola, iako su u gradu pronađeni dokazi o postojanju drevnijih naselja.
Penzenska provincija osnovana je u sklopu Kazanjske gubernije 1719. Dana 15. rujna 1780. Penzenska provincija postala je zasebna gubernija, Penzenska gubernija, koja je postojala do 5. ožujka 1797., kada je raspuštena i pripojena Saratovskoj guberniji. Penzenska gubernija ponovno je uspostavljeno 9. rujna 1801. i postojala je do 1928. Između 1928. i 1937. godine teritorij bivše gubernije pretrpio je niz administrativnih promjena, završivši 1937. godine u sastavu Tambovske oblasti. Izdvajanjem od te oblasti 4. veljače 1939. nastala je suvremena Penzenska oblast. U ožujku 1939. godine formiran je Oblasni odbor KPSS u Penzi, a prvi tajnik odbora bio je Aleksandar Kabanov.

## Poznate osobe
- Viktor Skumin, ruski pisac, filozof, i jedan od najvecih psihijatara 20. stoljeća.